# Gastrotheca albolineata
Espèce
Synonymes
- Hyla albolineata Lutz & Lutz, 1939

Statut de conservation UICN

 LC  : Préoccupation mineure
Gastrotheca albolineata est une espèce d'amphibiens de la famille des Hemiphractidae.

## Répartition
Cette espèce est endémique du Brésil. Elle se rencontre dans les États de Rio de Janeiro, de São Paulo et d'Espírito Santo entre 600 et 1 400 m d'altitude dans la serra da Mantiqueira, la serra dos Órgãos et la serra do Mar. 

## Publication originale
- Lutz & Lutz, 1939 : New hylidae from Brazil / Hylideos Novos do Brasil. Anais da Academia Brasileira de Ciências, vol. 11, no 1, p. 67-89.